# Dynamite Cheerleading
Dynamite Cheerleading är en cheerleadingförening.

## Dynamite Dragons
Dynamite Dragons var föreningens elitlag och utövade Allstar cheerleading. Laget tävlade i klassen "All Girl Level 6". 2017 tog laget både DM-guld och SM-silver.
Dragons tillhörde Sveriges cheerleading-elit och har flera DM- och SM-medaljer i bagaget. Förutom att tävla i Sverige så tävlade även laget på klubb-VM i USA många gånger, där tog man hem många topp 10-placeringar. Bland annat så tävlade Dragons 2010 i Cheerleading Worlds (Klubb-VM) i Orlando där de placerade sig på en 6:e plats och kom 5:a i landskampen, bästa resultatet av tävlande från Europa. Både 2016 och 2017 tog man hem två tiondeplatser. Även 2016 fick man bästa svenska placeringen.
Dragons deltog i öppningsnumret på Melodifestivalen 2010 tillsammans med Måns Zelmerlöw, Christine Meltzer och Dolph Lundgren. De har även varit med i en Pantamera-reklam tillsammans med Idol 2014-deltagarna. Samma år uppträdde de också på Sommarkrysset.